# Coelogyne dulitensis
Coelogyne dulitensis är en orkidéart som beskrevs av Cedric Errol Carr.
Coelogyne dulitensis ingår i släktet Coelogyne och familjen orkidéer. Inga underarter finns listade i Catalogue of Life.